# Willem I van Gelre

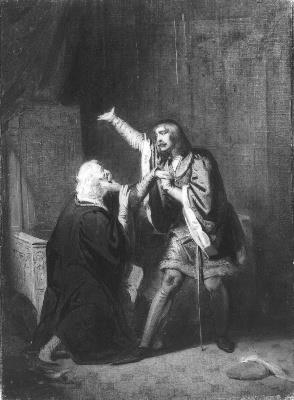
Willem van Gelre wordt door zijn vader 'gesmeekt' het niet tegen de Fransen op te nemen in 1388, tekening Johannes Egenberger.

Willem I/III van Gelre (?, 5 maart 1364 - Arnhem, 16 februari 1402) was vanaf 1371/1377 als Willem I hertog van Gelre en vanaf 1393 als Willem III hertog van Gulik en was tevens ridder in de orde van de Kouseband. Willem was bekend vanwege zijn militaire activiteiten. Zo was hij vijf keer betrokken in de "Pruisische kruistochten" en had ook militaire conflicten met zijn buren Frankrijk en Brabant gedurende zijn regering. Zijn bondgenoten waren Keizer Karel IV, Wenceslaus, Richard II van Engeland en Koenraad von Rothenstein, de grootmeester van de Duitse Orde. Gedurende zijn regering waren de hertogdommen Gelre en Gulik tijdelijk verbonden in een unie.

## Levensloop
Willem was de oudste zoon van hertog Willem II van Gulik en van Maria van Gelre, de halfzuster van de laatste hertog van het Gelderse hertogelijke huis, Reinoud III. Na de dood van Reinoud III liet zijn vader aanspraken gelden op de erfopvolging, wat leidde tot de Gelderse Successieoorlog tegen Jan II van Blois. Willem kreeg in 1377 van keizer Karel IV de belening over Gelre, maar het duurde nog tot 1379 voor hij zijn aanspraken kon hard maken en in heel Gelre erkend werd. Willem nam deel aan de kruistochten naar Oost-Pruisen (1383, 1388/1389, 1393). Willem III verpandde in 1388 de heerlijkheid Bredevoort aan Hendrik III van de rijksheerlijkheid Gemen, wiens zoon en kleinzoon ook pandheer van Bredevoort waren. In 1393 overleed zijn vader en erfde Willem ook het hertogdom Gulik.
Hij mengde zich zowel in de Honderdjarige Oorlog, aan de kant van Engeland tegen Frankrijk, als in de Duitse rijkspolitiek waar hij als hertog van Gulik de kroningsweg Frankfurt–Aken kon controleren. Zo verhinderde hij de kroning van Ruprecht III van de Palts in 1400.
Op 2 oktober 1392 gaf hij het bevel om de stad Elburg te verplaatsen.
Hij verwierf in 1400 voor het hertogdom Gelre de plaats Cuijk en voor het hertogdom Gulik de steden Born, Euskirchen, Sittard, Boslar, Aldenhoven, Grave, Millen, Waldfeucht en Gangelt.

## Oorlogen en regering
Willems regeerperiode wordt alom omschreven in de sfeer van 'ridderlijke hoflijkheid' in de Franse en Nederlandse tijd. Hij nam deel aan vele toernooien en aan man tot man gevechten en werd geprezen als "ideale ridder". Hij nam deel aan de Kruistochten tegen de Litouwers in Oost-Pruissen in de gebieden van de Duitse Orde samen met Willem VI van Holland in 1383 en later in 1388-89. Hij was een bondgenoot van de Engelse koning in de Honderdjarige Oorlog en vocht zijn claimatie aan voor de Gelderse successieoorlog. Hij bevocht (1386-1388) samen met zijn vader succesvol het hertogdom Brabant (zie ook Slag bij Niftrik), die samenzwoer met Frankrijk en Bourgondië. Willems leger kwam ver in Brabant, alhoewel ze enige tegenslag hadden bij Grave in juli 1388. Zijn roekeloze acties als zowel zijn verbond met Engeland, had Karel VI van Frankrijk woedend gemaakt dat hij een leger van circa 100.000 manschappen op de been had gebracht om Gelre met de grond gelijk te maken. Willem wilde zich niet laten klein maken door dit leger, ondanks dat hij niet op kon tegen deze macht. Echter door de winter kou, rivier overstromingen, slechte bevoorrading voor de Fransen, de guerillatactieken van Willem en de smeekbeden van zijn vader Willem II van Gulik om zich te verzoenen met de Franse koning. Wist Willem ternauwernood aan een vernietigende nederlaag te ontkomen, zijn opstandigheid maakte hem beroemd doorheen heel Europa.
Kort na zijn campagne in Brabant, vertrok Willem weer naar Pruissen met een groot leger. Hij was zeer succesvol in deze kruistocht, maar hij werd echter gevangengenomen bij Stolpe in Pommeren door graaf Wartislaw VII. Hij werd afgevoerd naar kasteel Falkenburg, waar hij vastgehouden werd voor 6 maanden. Koenraad von Rothenstein wist hem vrij te krijgen. Hierna eiste Willem dat zijn vrijlating in het openbaar werd verkondigd, echter schaamde de Pommerse adel zich voor hun nederlaag en gezichtsverlies. Volgens legende zouden de Pommerse adel zich in een boom hebben verstopt uit angst voor de reactie van de bevolking en in de boom de vrijheid van Willem hebben uitgesproken, deze stond aan de andere zijde van een rivier te wachten met zijn mannen op deze uitspraak. Willem keerde daarna terug naar Gelre via Bohemen, waar hij op bezoek ging bij zijn zwager Wenceslaus.
In het voorjaar van 1390 ging Willem naar Engeland. Hij werd daar tot ridder in de "Orde van de Kouseband" benoemd door Richard II van Engeland, waarmee Willem de eerste vorst was van het vasteland die deze eer te beurt viel. Het jaar daarna maakte hij een pelgrimsreis naar het Heilige land en in de zomer van 1391 vergezelde hij een Franse vloot om de "Moorse piraten" aan de Barbarijnse kust te bevechten. Hij keerde terug naar Pruissen in de Winters van 1392 en 1393 en erfde het hertogdom Gulik na de dood van zijn vader (1393). Dit bracht hem in moeilijkheden met Keulen, Berg, Kleef en Mark. In 1399 waren er opnieuw problemen met Brabant wat resulteerde in de teruggave van de stad Grave aan Gelre. In 1399 ging hij voor een vierde keer naar Pruissen.
In zijn betrokkenheid in de Honderdjarige Oorlog, speelde Willem een belangrijke rol in het toezicht houden op de hoofdroute tussen Aken en Frankfurt, waarvan een gedeelte door zijn gebieden liepen. Zo kon hij in 1400 rooms-koning Ruprecht van de Palts de toegang weigeren door zijn streek. In de herfst van 1401 maakte Willem zich op om zijn zwager Jan V van Arkel te gaan helpen in het conflict met Albrecht van Beieren, graaf van Holland, Willem werd echter ziek en overleed op 16 februari 1402 en werd bij zijn vrouw bijgezet in het kartuizerklooster Monnikenhuizen

## Nalatenschap
Als Willem langer geleefd had, dan hij vermoedelijk de Bourgondische invloed in de Lage landen tegen kunnen houden, dit door zijn lange en onvermoeibare oorlogen tegen zijn buren en omstreken. Ondanks dat de kosten voor al deze oorlogen verhaald werden op de bevolking van zijn landen, zorgde hij ook voor economische voorspoed en wist hij zijn burgers te verenigen tegen de dreigende vijand. Als gevolg van Willems politieke invloed sloten de strijdende partijen Heekerens en Bronkhorsten weer vrede. Na Willems dood volgde zijn broer Reinoud IV hem op als hertog van een verenigd Gulik-Gelre-Zutphen. Reinoud was minder oorlogszuchtig, alhoewel er spanningen bleven met het hertogdom Kleef over Lymers, Zevenaar en Emmerich, deze laatste plaats ging uiteindelijk over naar Kleef.

## Huwelijk
Willem III trouwde in 1379 met Catharina van Beieren-Holland (1360-1400), dochter van hertog Albrecht I van Beieren en verloofde van zijn oom, hertog Eduard van Gelre. Dit huwelijk bracht geen wettige kinderen voort en Catherina overleed in Hattem in november 1400. Daarom werd een huwelijk tussen Jan II van Egmond en Maria van Arkel gearrangeerd om daarmee in een acceptabele opvolger van Willem I te voorzien. Echter Jan II van Egmond was nog niet meerderjarig toen Willen I stierf. Zodoende volgde Willems broer Reinoud IV hem tijdelijk op. Willems buitenechtelijke dochter Maria huwde in 1402 Johan van Buren en hertrouwde Reijnart van Crijckenbeck. Een andere bastaarddochter trouwde met een lid van de familie Van Aller van Stoutenburg.

## Voorouders
| Voorouders van Willem I van Gelre | Voorouders van Willem I van Gelre                                     | Voorouders van Willem I van Gelre                                     | Voorouders van Willem I van Gelre                                        | Voorouders van Willem I van Gelre                                        | Voorouders van Willem I van Gelre                                      | Voorouders van Willem I van Gelre                                      | Voorouders van Willem I van Gelre                            | Voorouders van Willem I van Gelre                            |
| --------------------------------- | --------------------------------------------------------------------- | --------------------------------------------------------------------- | ------------------------------------------------------------------------ | ------------------------------------------------------------------------ | ---------------------------------------------------------------------- | ---------------------------------------------------------------------- | ------------------------------------------------------------ | ------------------------------------------------------------ |
| Overgrootouders                   | Gerard V van Gulik (1250-1328) ∞ ?                                    | Gerard V van Gulik (1250-1328) ∞ ?                                    | Willem III van Holland (1287-1337) ∞ 1305 Johanna van Valois (1294-1352) | Willem III van Holland (1287-1337) ∞ 1305 Johanna van Valois (1294-1352) | Reinoud I van Gelre (1255-1326) ∞ Margaretha van Dampierre (1272-1331) | Reinoud I van Gelre (1255-1326) ∞ Margaretha van Dampierre (1272-1331) | Floris Berthout (?-1332)) ∞ 1318 Mathilde van der Mark (-)   | Floris Berthout (?-1332)) ∞ 1318 Mathilde van der Mark (-)   |
| Grootouders                       | Willem VI van Gulik (1299-1361) ∞ Johanna van Henegouwen (1315-1374), | Willem VI van Gulik (1299-1361) ∞ Johanna van Henegouwen (1315-1374), | Willem VI van Gulik (1299-1361) ∞ Johanna van Henegouwen (1315-1374),    | Willem VI van Gulik (1299-1361) ∞ Johanna van Henegouwen (1315-1374),    | Reinoud II van Gelre (1295-1343) ∞ Sophia Berthout (?-1329))           | Reinoud II van Gelre (1295-1343) ∞ Sophia Berthout (?-1329))           | Reinoud II van Gelre (1295-1343) ∞ Sophia Berthout (?-1329)) | Reinoud II van Gelre (1295-1343) ∞ Sophia Berthout (?-1329)) |
| Ouders                            | Willem II van Gulik (1326-1393) ∞ Maria van Gelre (?-1397)            | Willem II van Gulik (1326-1393) ∞ Maria van Gelre (?-1397)            | Willem II van Gulik (1326-1393) ∞ Maria van Gelre (?-1397)               | Willem II van Gulik (1326-1393) ∞ Maria van Gelre (?-1397)               | Willem II van Gulik (1326-1393) ∞ Maria van Gelre (?-1397)             | Willem II van Gulik (1326-1393) ∞ Maria van Gelre (?-1397)             | Willem II van Gulik (1326-1393) ∞ Maria van Gelre (?-1397)   | Willem II van Gulik (1326-1393) ∞ Maria van Gelre (?-1397)   |
| Willem I van Gelre (1364-1402)    |                                                                       |                                                                       |                                                                          |                                                                          |                                                                        |                                                                        |                                                              |                                                              |